# Thiên cơ biến 2: Hoa Đô đại chiến
Thiên cơ biến 2: Hoa Đô đại chiến (giản thể: 千机变II之花都大战; phồn thể: 千機變II之花都大戰; bính âm: Qiān jībiàn II zhī huā dū dàzhàn; tựa tiếng Anh: The Twins Effect II) là một bộ phim hài - hành động do Hồng Kông sản xuất, phát hành năm 2004. Bộ phim là phần tiếp theo của Thiên cơ biến nhưng với cốt truyện hoàn toàn mới. Bộ phim có sự góp mặt của hai cô gái nhóm nhạc Twins xinh đẹp là Chung Hân Đồng và Thái Trác Nghiên. Bên cạnh đó, bộ phim còn quy tụ dàn diễn viên Hồng Kông và Hoa ngữ nổi tiếng như Chân Tử Đan, Lương Gia Huy, Trần Bách Lâm, Cù Dĩnh, Thành Long, Ngô Ngạn Tổ, Trần Quán Hy, Phạm Băng Băng và Chiêm Thụy Văn. Ngoài ra, trong phim còn có sự xuất hiện của Phòng Tổ Danh - con trai của nam diễn viên võ thuật Thành Long.

## Nội dung
Câu chuyện diễn ra ở Hoa Đô - một vương quốc được cai trị bởi nữ hoàng Nhã Ca (Cù Dĩnh) độc ác, bà trở nên vô cùng căm hận đàn ông sau khi bị chính người tình là pháp sư Úy Liễu (Ngô Ngạn Tổ) và cô em gái song sinh Nhã Đình (Cù Dĩnh) phản bội. Ở nơi đây, đàn ông chỉ là những kẻ nô lệ, phục tùng và mua vui cho phụ nữ. Tuy nhiên, theo lời tiên tri, một kẻ mang trong người chân mạng đế vương xuất hiện cùng với thanh gươm truyền thuyết sẽ đứng lên lật đổ ách cai trị tàn bạo của nữ hoàng và lập lại bình đẳng giữa hai giới. Đó là lý do nữ hoàng cho thành lập một nhóm mật thám, chuyên đi lùng bắt những kẻ có dòng máu hoàng tộc cũ, và Lam Linh (Chung Hân Đồng) là một thành viên của nhóm mật thám này.
Đột nhiên, hoàng cung bị mất trộm một báu vật gọi là Thạch Bàn. Tương truyền, báu vật này có linh tính, có thể tìm ra người có chân mệnh thiên tử và giúp người đó tìm đến thanh gươm truyền thuyết. Trong khi đang truy lùng Thạch Bàn tại một gánh hát, Lam Linh tình cờ quen biết cô nàng chủ nô xinh đẹp Xuân Thập Tam Thiếu (Thái Trác Nghiên) cùng với hai anh chàng dễ thương là Than Đầu (Phòng Tổ Danh) và Củi Đầu (Trần Bách Lâm).

## Diễn viên
- Thái Trác Nghiên vai Xuân Thập Tam Thiếu
- Chung Hân Đồng vai Lam Linh
- Phòng Tổ Danh vai Than Đầu
- Trần Bách Lâm vai Củi Đầu
- Chân Tử Đan vai Ngọa Hổ Tàng Long
- Ngô Ngạn Tổ vai Úy Liễu
- Trần Quán Hy vai Đào Đào
- Cù Dĩnh vai Nhã Ca / Nhã Đình
- Lương Gia Huy vai Hắc Mộc Da
- Phạm Băng Băng vai Hồng Thứu
- Lương Tinh Tinh vai Đại Tướng quân Y Ba Đa Mạn
- Thành Long vai Thạch Tướng quân
- Chiêm Thụy Văn vai Thủ lĩnh của bộ tộc dưới đất
- Trương Trí Hằng vai Nô lệ
- Quan Trí Bân vai Nô lệ